# Dahna

Karavan korsar ad-Dahna.

ad-Dahna är en sandöken som sträcker sig i ett långsmalt bågformat område mitt på den Arabiska halvön. Öknen binder samman Saudiarabiens två största öknar, Nafud i norr och Rub al-Khali i söder. Längden är cirka 1 300 kilometer och bredden cirka 48 kilometer och här finns bete för djuren under vinter och vår.
Namnet Dahna är arabiska och betyder en bestämd ökentyp: hårda grusslätter med bälten av röd sand. Det är motsatsen till nafud, som betyder 'höga sanddyner'.